# Trifolium longipes
Trifolium longipes är en ärtväxtart som beskrevs av John Torrey och Asa Gray. Trifolium longipes ingår i släktet klövrar, och familjen ärtväxter.

## Underarter
Arten delas in i följande underarter:
- T. l. atrorubens
- T. l. elmeri
- T. l. hansenii
- T. l. longipes
- T. l. pendunculatum

## Bildgalleri

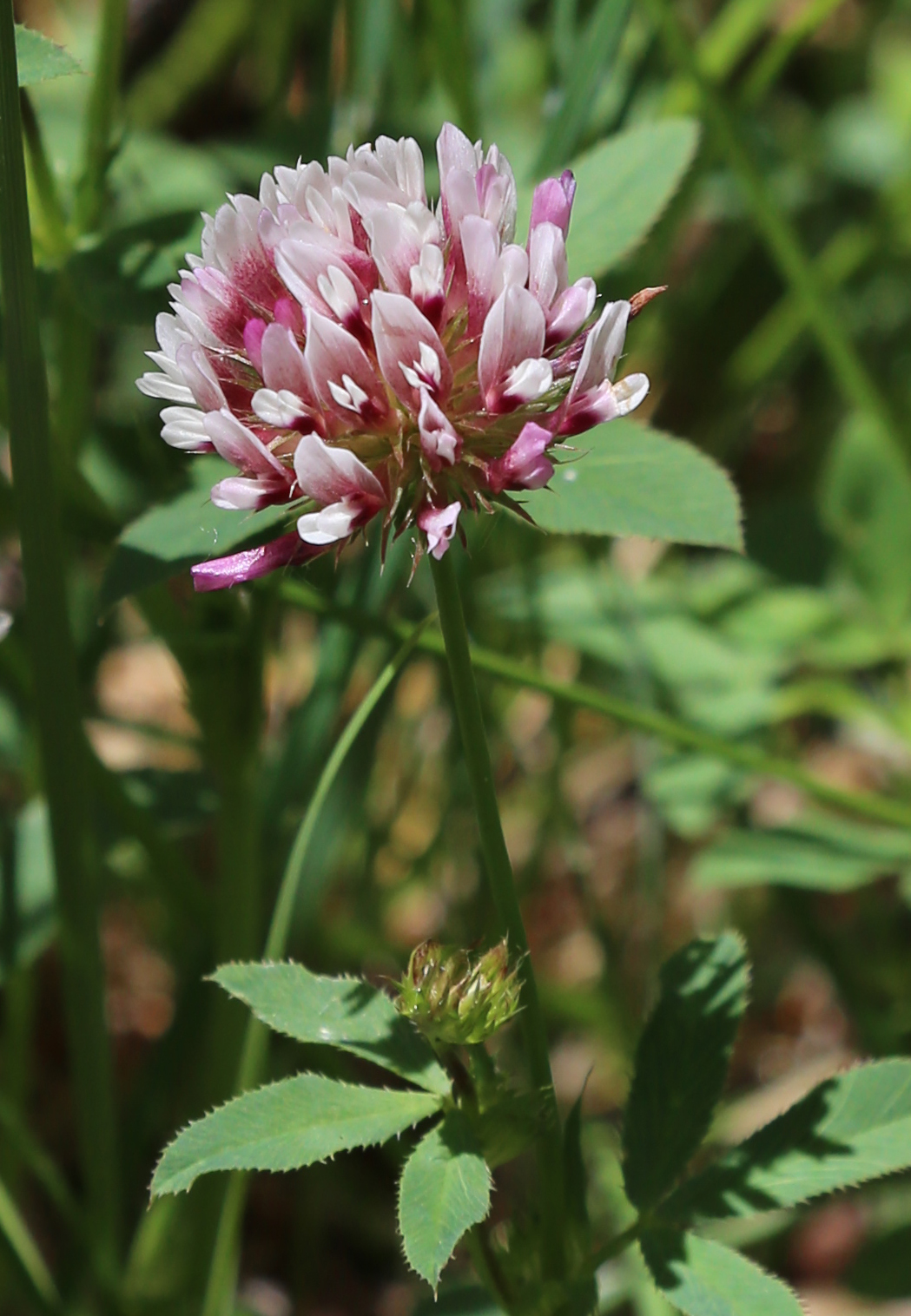
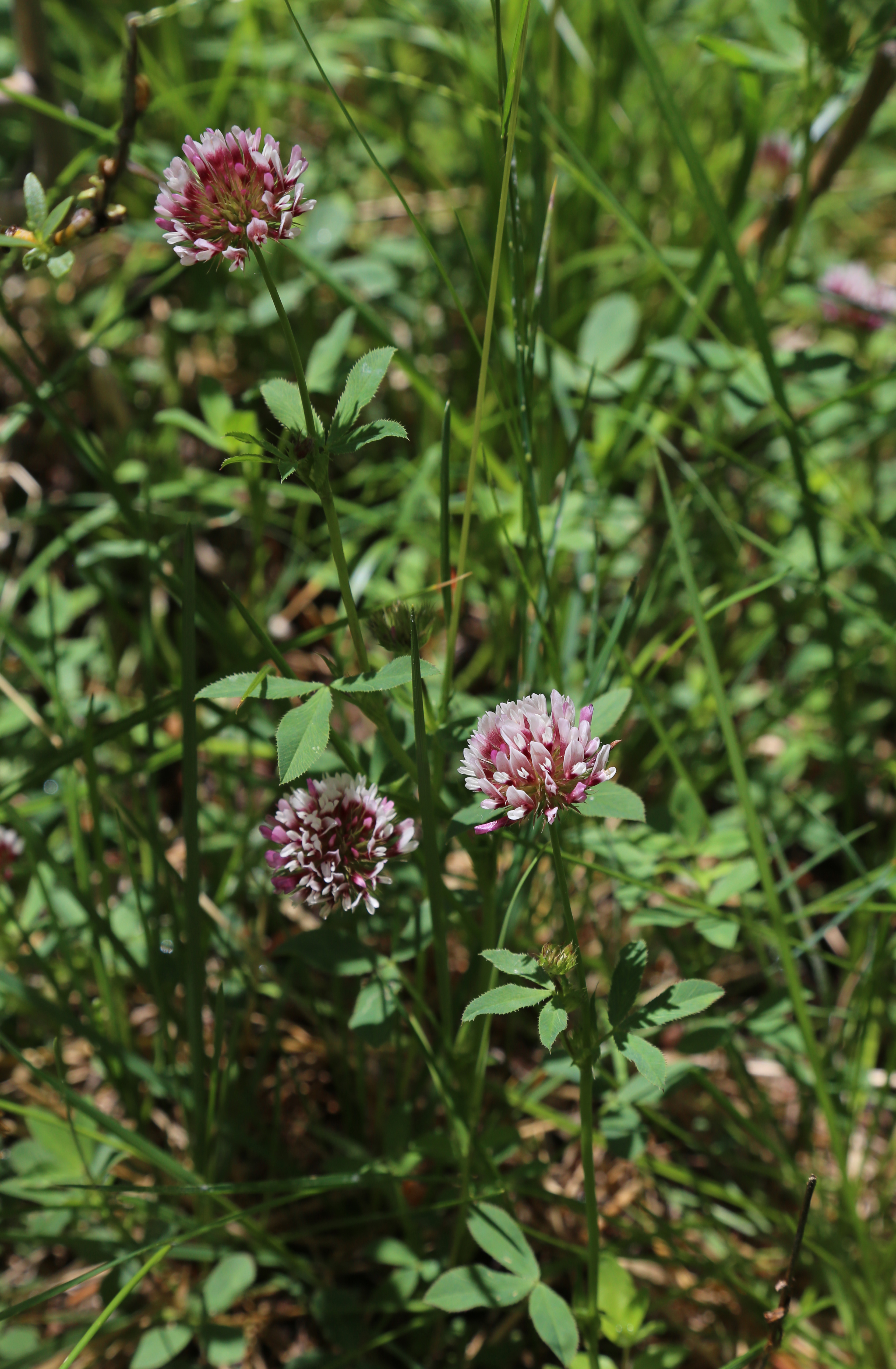
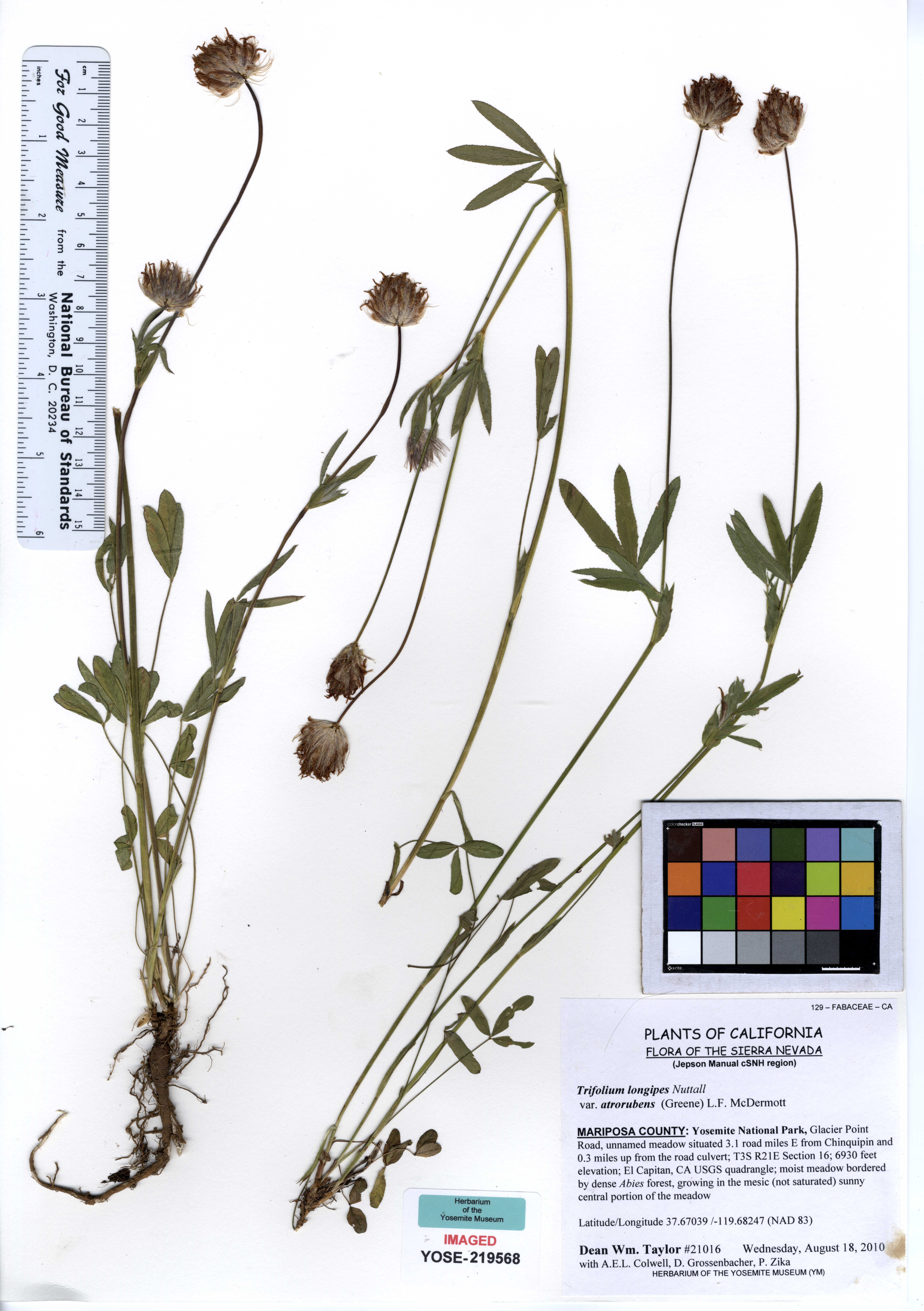